# کافه ریسر

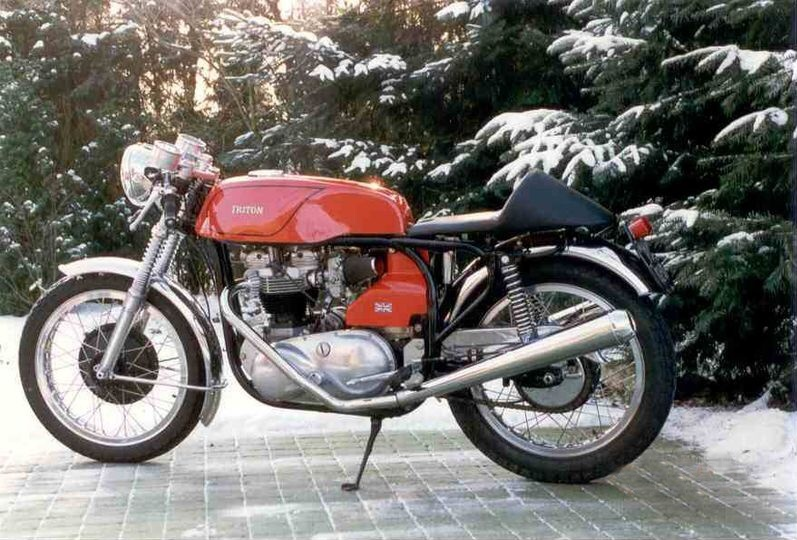
یک کافه ریسر دو سیلندر ۶۵۰سی‌سی برند ترایمف

کافه ریسر نوعی از موتورسیکلت‌های اسپرت است که در میان علاقه‌مندان بریتانیایی به موتورسیکلت در اوایل دهه ۱۹۶۰ در لندن ایجاد شد. کافه ریسرها موتورسیکلت‌هایی بودند که توسط صاحبانشان با هدف سرعت، هندلینگ بهتر و سواری سریع در مسافت‌های کوتاه بهینه شده بودند. پس از محبوبیت کافه ریسرها، شرکت‌هایی اقدام به طراحی و تولید کارخانه‌ای در این سبک کردند.

## ریشه کافه ریسر
کافه ریسر به‌طور مشخصی با گروه‌هایی نظیر Rocker یا Ton-Up Boy مرتبط است. در واقع کافه نشین‌های موتور سوار تمایل داشتند تا بسیار زیبا و خوب به نظر برسند و از سوی دیگر، رفت و آمد سریع بین کافه‌ها نظیر ایس‌کافه و بزی‌بی در لندن از اولویت‌های آن‌ها بود.

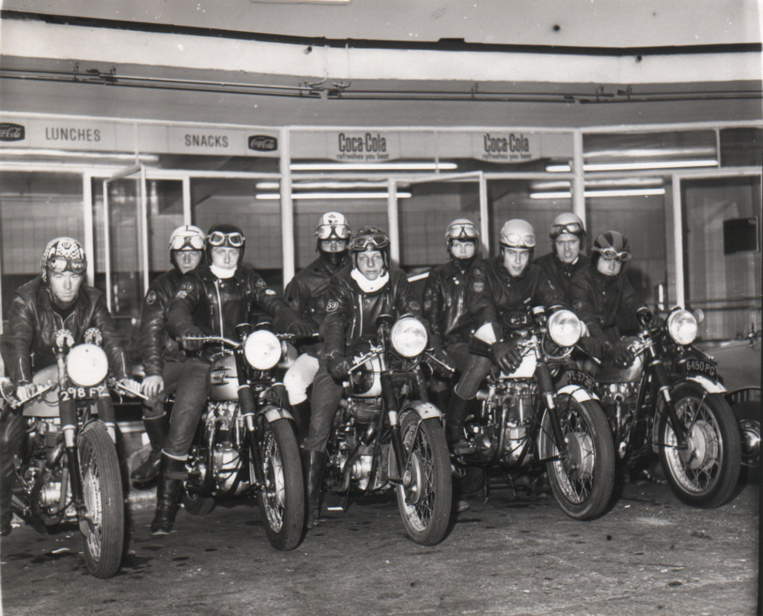
کافه ریسرها در محوطه کافه بزی‌بی لندن

در بریتانیای پس از جنگ دوم جهانی، مالکیت خودرو هنوز غیرمعمول بود، اما با کاهش جیره‌بندی و ریاضت اقتصادی که در اواخر دهه ۱۹۵۰ میلادی رخ داد، جوانان برای اولین بار می‌توانستند موتورسیکلت بخرند. پیش از این، موتورسیکلت‌ها اغلب با کالسکه‌های جانبی حجیم، حمل‌ونقل خانوادگی را مهیا می‌کردند، اما اقتصاد رو به رشد این خانواده‌ها، آنها را قادر می‌سازد تا یک ماشین بخرند و در نهایت موتورسیکلت را کنار بگذارند. جوانان مشتاق خرید چنین موتورسیکلت‌های دست دومی بودند و آن‌ها را با شخصی‌سازی مد نظر خود به سبکی که امروزه کافه ریسر نامیده می‌شود تغییر می‌دادند، که برای آنها نشان‌دهنده سرعت، موقعیت و نوعی شورش بود.